# Francesco Lotoro
 (juillet 2023).
Si vous disposez d'ouvrages ou d'articles de référence ou si vous connaissez des sites web de qualité traitant du thème abordé ici, merci de compléter l'article en donnant les références utiles à sa vérifiabilité et en les liant à la section « Notes et références ».
Francesco Lotoro est un pianiste, compositeur et musicologue italien, né en 1964 à Barletta dans les Pouilles.
Il est connu notamment pour le travail de recueil et de reconstitution des musiques écrites dans les camps pendant la Seconde Guerre mondiale.

## Biographie
Né dans une famille modeste (son père était tailleur), il va au conservatoire de Monopoli, puis à l'Académie Franz Liszt de Budapest. Il étudie le pianoforte avec Kornel Zempleni, Viktor Merzhanov, Tamás Vásáry et Aldo Ciccolini.
Il a réalisé des transcriptions pour deux pianos de diverses œuvres de Jean Sebastien Bach : l'Offrande Musicale, les Concertos brandebourgeois, la Messe allemande et les 14 Canons BWV 1087. Il a travaillé, en outre, à la reconstitution de l'Oratorio de Noël pour soli, chœur et piano de Friedrich Nietzsche.
En 1995 il fonde l'Orchestra Musica Judaica.
Comme compositeur on lui doit l'opéra Misha e i Lupi et la suite Golà pour solistes et orchestre de chambre.
Il entreprend de recueillir, et de reconstituer si nécessaire, toute la musique produite dans les camps de concentration et les camps de prisonniers pendant la Deuxième Guerre mondiale. Le résultat d'un travail qui s'étend sur plus de 20 ans est une encyclopédie discographique de 48 (24 d'après l'institut européen des musiques juives) CD, intitulée KZ Musik, publiée par l'éditeur italien Musikstrasse.
Elle a l'ambition de rassembler toutes les œuvres musicales écrites dans tous les lieux de captivité, des camps de prisonniers aux camps de concentration de la Seconde Guerre mondiale. Il s'est d'abord intéressé aux camps situés en Europe, puis a étendu son intérêt aux camps japonais et américains.
Ce recueil contient notamment la monumentale Symphonie no 8 d'Erwin Schulhoff 
écrite au Camp de prisonniers de guerre de  Wülzburg (CD no 5 de KZ Musik), la version pour piano de Don Quixote tanzt Fandango de Viktor Ullmann, écrite à Theresienstadt (CD no 8 de KZ Musik), le Nonet de Rudolf Karel, (écrit dans la prison de Pankràc à Prague) (CD-volume no 17 de KZ Musik).
Il a fondé l'Institut international de littérature musicale concentrationnaire dont le siège est pour le moment à Barletta, et entrepris le Thesaurus Musicae Concentrationariae, dont le premier tome (en quatre langues : italien, allemand, anglais, français) a paru en 2012.
Son action lui fait prendre conscience ses origines juives : il vient en fait d'une famille de marranes. Il se convertit au judaïsme en 2004, ainsi que son épouse Grazia  Tiritiello, qui l'a aidé dans ses travaux. Il obtient en 2006 la restitution au culte juif de la synagogue Scolanova de Trani. Celle-ci, fondée en 1243, avait été transformée en église en 1380, puis désertée vers 1950.[réf. nécessaire]

## Discographie
- F. Busoni, F. Nietzsche, B. Pasternak, F. G. Lorca. Sorriso
- Shoah ; R. Karel, P. Haas, G. Klein, V. Ullmann. Sorriso
- F. Nietzsche ; Christmas Oratorium (Lotoro, RSI). Sorriso
- Brundibàr ; H. Kràsa, G. Klein, V. Ullmann. Sorriso
- F. Nietzsche ; Christmas Oratorium (Lotoro, Ars Cantica). Sarx
- J.S.Bach; A Musical Offering, (Lotoro, Greco). Symposion
- Praha '68 ; Pinos, Pokorny, Eben, Istvan, Knizak. Symposion
- J.S.Bach ; A German Mass (Lotoro, Ciccolini). Symposion
- Musica Judaica (2 CD). Symposion
- KZ Musik, Enciclopedia discografica in 48 CD-volumi (Lotoro, altri). Musikstrasse Roma-Membran Hamburg

## Publication
- Thomas Saintourens, Le Maestro : à la recherche de la musique des camps, 1933-1945, Paris, Éditions Stock, 2012, 305 p. (ISBN 978-2-234-07175-9)

## Distinctions
- Chevalier de l’ordre des Arts et des Lettres[3].